# Attaque de 2025 du marché d'Omdourman
L'attaque de 2025 du marché d'Omdourman survient le 1er février 2025 lorsque 56 personnes sont tuées et 158 autres blessées après que des bombardements massifs perpétrés par les Forces de soutien rapide (FSR) touchent un marché de la ville jumelle de Khartoum d'Omdourman,,. Selon les autorités sanitaires soudanaises, l'attaque se produit sur le marché de Sabrein après des gains importants de l'armée soudanaise à Khartoum.

## Contexte
La guerre au Soudan commence le 15 avril 2023, après que les Forces de soutien rapide paramilitaires tentent de renverser le gouvernement soudanais dirigé par Abdel Fattah al-Burhan,. La tentative de coup d'État plonge la capitale soudanaise Khartoum et ses deux villes jumelles, Omdourman et Bahri, dans une guerre urbaine épuisante.
Avant les attaques, les forces armées soudanaises (FAS) ont commencé à lancer des offensives pour capturer des territoires à l'intérieur et à l'extérieur de la capitale Khartoum vers la fin décembre 2024 à janvier 2025. Des victoires majeures de l'armée nationale sont annoncées, notamment dans les villes jumelles de la capitale,,.

## Attaque
Juste après les attaques, le gouverneur de l'État de Khartoum, Ahmed Osman Hamza, annonce que 52 civils sont tués et des dizaines d'autres blessés à la suite du bombardement par les Forces de soutien rapide du marché de Sabrein et d'un certain nombre de quartiers de la région d'Al-Thawra, dans la localité de Karari, au nord d'Omdourman, à l'ouest de la capitale Khartoum.
Un jour avant les attaques sur le marché, le commandant et chef des FSR, Hemedti, a juré de reprendre la capitale aux FAS. Les preuves des événements apparaissent après que des sources médicales annoncent les attaques, alors que plusieurs civils blessés sont amenés dans des hôpitaux voisins afin d'être soignés.

## Réactions
- Forces de soutien rapide : Les FSR nient toute responsabilité dans l'attaque, affirmant qu'elles ne visent aucune zone peuplée à Omdourman, et nient tout lien avec le bombardement du marché de Sabrein, tout en affirmant que tous les obus d'artillerie sur la zone d'Al-Thawrat sont lancés depuis des plates-formes militaires de l'armée et de ses milices "dans le but de dissimuler leurs crimes"[11].
- Nations unies : La Coordonnatrice résidente et humanitaire des Nations Unies au Soudan, Clémentine Nkweta-Salami, condamne le bombardement sur le marché de Sabrein et les attaques contre plusieurs quartiers résidentiels d'Omdourman[12].